# Monica (cantora)
Monica Denise Arnold (Atlanta, 24 de outubro de 1980) é uma cantora, compositora, rapper e atriz norte americana. Nascida e criada em College Park, Georgia, ela começou a se apresentar quando criança e aos dez anos se juntou a um coral gospel itinerante. Monica assinou com o produtor Dallas Austin através de sua gravadora Rowdy Records em 1993 e conquistou sucesso com lançamento de seu álbum de estreia, Miss Thang (1995). Seus álbuns seguintes tiveram sucesso contínuo; seu segundo, The Boy Is Mine (1998), permanece seu álbum mais vendido e produziu três canções número um na Billboard Hot 100: "The Boy Is Mine" (com Brandy), "The First Night" e "Angel of Mine".
Posteriormente ela finalizou seu contrato com a Arista e Rowdy Records e assinou com a gravadora J Records, de Clive Davis, em 2000. Seu terceiro álbum, lançado exclusivamente no Japão, All Eyez on Me (2002), foi recebido com um declínio crítico e comercial acentuado, embora sua reedição parcial, After the Storm (2003), tenha servido como seu quarto álbum e se tornado seu primeiro a estrear no topo da Billboard 200. Produzido executivamente pela rapper Missy Elliott, foi liderado pelo single "So Gone", que atingiu a décima posição da Billboard Hot 100. Seus quinto e sexto álbuns de estúdio, The Makings of Me (2006) e Still Standing (2010), estrearam nas oitava e segunda posições da Billboard 200, respectivamente; o último recebeu duas indicações ao Grammy Awards. Seu sétimo álbum, New Life (2012), estreou na quarta posição da tabela apesar de ter sido recebido com avaliações desfavoráveis da crítica; seu oitavo álbum, Code Red (2015), marcou seu último lançamento com a RCA Records.
A popularidade de Monica se traduziu em uma carreira de atriz, com papéis na televisão em Living Single (1996), Felicity (2001) e American Dreams (2003), e papéis no cinema, incluindo Boys and Girls (2000), Love Song (2000) e Pastor Brown (2009). Em 2008, ela atuou como consultora da série competitiva da NBC, The Voice. A gravação de seu single de 2008, "Still Standing" (com participação de Ludacris), juntamente com sua vida pessoal, resultaram no recebimento de um reality show, Monica: Still Standing no BET.
Monica vendeu mais de cinco milhões de álbuns nos Estados Unidos. Em 2010, a Billboard listou Monica na 24ª posição na lista dos Melhores Artistas de R&B e Hip-Hop dos Últimos 25 Anos. Indicada quatro vezes, ela venceu o prêmio de Melhor Performance Vocal de R&B por um Duo ou Grupo por "The Boy Is Mine" no 41º Grammy Awards. Seus outros prêmios incluem um Billboard Music Video Award, um BET Award e um Soul Train Music Award.

## Biografia

### Início de vida
Monica nasceu em College Park, Atlanta, Geórgia, em 24 de Outubro de 1980, Ela é filha mais velha de Marilyn Best, uma ex-cantora de gospel e MC Arnold Jr., um mecânico. Ela tem um irmão mais novo, Montez (nascido em 1983), um meio irmão Jermond Grant, por parte do pai, e dois meio-irmãos por parte de mãe, Tron e Cypress.

### Carreira
Monica é prima do rapper Ludacris, e do produtor musical Polow da Don. Estudou na North Clayton High School, juntamente com o rapper 2 Chainz. Começou sua carreira com apenas 10 anos no coral gospel "Charles Thompson and the Majestics" e participou de diversos shows de talentos, ganhando mais de 20 concursos ao longo de sua infância e adolescência, Foi no coral que ganhou destaque e conseguiu um contrato com a Rowdy Records em 1993, lançando seu primeiro álbum Miss Thang, dois anos depois.

### Vida pessoal
Monica foi casada com o rapper Rodney "Rocko" Hill, pai de seus dois primeiros filhos, Rocko e Romelo Montez Hill. Após a separação, se casou com o jogador de basquete da NBA, Shannon Brown, em novembro de 2010. O casal teve uma menina, Laiyah Shannon, que nasceu em setembro de 2013.

## Discografia

### Álbuns
- 1995: Miss Thang
- 1998: The Boy Is Mine
- 2002: All Eyez on Me
- 2003: After the Storm
- 2006: The Makings of Me
- 2010: Still Standing
- 2012: New Life
- 2015: Code Red

### EPs
- 2004: Dance Vault Remixes: Get It Off/Knock Knock

### DVDs
- 1999: Angel of Mine Tour
- 2003: Get It Off/Knock Knock

### Mixtape
- 2007: Monica: Made Mixtape

## Filmografia
| Ano  | Título                                    | Papel                         | Notas |
| ---- | ----------------------------------------- | ----------------------------- | --- |
| 1996 | New York Undercover                       | Ela mesma                     | Episódio: "If This World Were Mine" (2ª Temporada, Episódio 26)                                                        |
| 1996 | Living Single                             | Marissa                       | Episódio: "Kiss of the Spider Man" (3ª Temporada, Episódio 24)                                                         |
| 1997 | Soul Train                                | Convidada musical             | Episódio: "Johnny Gill/Monica/Premiere" (26ª Temporada, Episódio 14)                                                   |
| 1997 | Beverly Hills, 90210                      | Ela mesma                     | Episódios: "Mother's Day" (7ª Temporada, Episódio 29) "The End of the World as We Know It" (9ª Temporada, Episódio 23) |
| 1999 | All That                                  | Musical Guest                 | Episódio: "Monica" (5ª Temporada, Episódio 5)                                                                          |
| 2000 | Boys and Girls                            | Katie                         | Estreia no cinema |
| 2000 | Brak Presents the Brak Show Starring Brak | Participação Musical          | Especial da Cartoon Network                                                                                            |
| 2000 | Love Song                                 | Camille Livingston            | Filme para televisão                                                                                                   |
| 2001 | Felicity                                  | Sarah Robinson                | Episódio: "Miss Conception" (4ª Temporada, Episódio 4)                                                                 |
| 2003 | American Dreams                           | Mary Wells                    | Episódio: "R-E-S-P-E-C-T" (2ª Temporada, Episódio 2)                                                                   |
| 2003 | American Juniors                          | Ela mesma / Jurada convidada  | Episódios: "Episódio #1.13" e "Episódio #1.14"                                                                         |
| 2006 | ATL                                       | Garçonete da Waffle House     | |
| 2009 | Pastor Brown                              | Lisa Cross                    | |
| 2009 | Monica: Still Standing                    | Ela mesma                     | Reality Show |
| 2010 | Kourtney and Khloé Take Miami             | Ela mesma                     | Episódio: "Picture Perfect"                                                                                            |
| 2011 | Khloé & Lamar                             | Ela mesma                     | Episódio: "Unbreakable"                                                                                                |
| 2011 | The Voice                                 | Treinadora convidada          | 1ª Temporada / Time CeeLo Green                                                                                        |
| 2016 | Almost Christmas                          | Garçonete                     | |
| 2016 | The Real                                  | Ela mesma (co-host convidada) | |
| 2017 | Star                                      | Apresentadora                 | Episódio: "Showtime"                                                                                                   |